# 마스터 치프
원사 (Master Chief Petty Officer 마스터 치프 페티 오피서[*]) 존-117(영어: John-117), 즉 마스터 치프(영어: Master Chief)는 비디오 게임 시리즈 《헤일로》의 등장인물이자 플레이어 캐릭터이다.
2012년에 GamesRadar는 비디오 게임 캐릭터 중 "가장 기억에 남는 영향력이 큰 8명의 주인공"으로 평가했다. 헤일로 3에서는 지구로 귀환하지 못하고 냉동인간이 되어 우주를 떠돌아 다닌다.